# Kék pitta
A kék pitta (Pitta cyanea) a madarak osztályának verébalakúak (Passeriformes) rendjébe és a pittafélék (Pittidae) családjába tartozó faj.

## Előfordulása
Ázsiában, Banglades, Bhután, India, Kína, Laosz, Kambodzsa, Mianmar, Thaiföld és Vietnám területén honos. Trópusi  erdők lakója.

## Alfajai
- Pitta cyanea aurantiaca
- Pitta cyanea cyanea
- Pitta cyanea willoughbyi

## Megjelenése
Arcrésze sárga, torka és szemsávja fekete, feje teteje és tarkója piros. Háta és szárnya kék, melle és hasa fehér alapon fekete mintás.